# 5 septembre 1988
Le lundi 5 septembre 1988 est le 249e jour de l'année 1988.

## Naissances
- Charles Givone, joueur français de rugby à XV
- Chu Yafei, athlète chinois, spécialiste de la marche
- Denni Avdić, footballeur suédois
- Eetu Heino, joueur finlandais de badminton
- Felipe Caicedo, joueur de football équatorien
- Jackson Willison, joueur de rugby
- Jenaya Wade-Fray, joueuse britannique de basket-ball
- Kristien Elsen, joueuse de football belge
- Nicholas Tremblay, joueur professionnel canadien de hockey sur glace
- Nuri Şahin, footballeur turc
- Raquel Pennington, pratiquante de MMA américaine
- Salvador Guardiola, coureur cycliste espagnol
- Stephen Ahorlu, joueur de football ghanéen

## Décès
- Boris Smyslovski (né le 3 décembre 1897), militaire russe
- Gert Fröbe (né le 25 février 1913), acteur allemand
- Lawrence Brown (né le 3 août 1907), tromboniste américain
- Lucien Massart (né le 22 août 1908), biologiste belge

## Événements
- Découverte de (9024) 1988 RF9
- Sortie de l'albym Peepshow